# 陳文浩
陳 文浩（ちん ぶんこう、チェン・ウエンハオ、1961年12月 - ）は、中華人民共和国の官僚、政治家。広東省大埔県出身。現職は湖南省副省長。

## 経歴
1961年12月、広東省大埔県で生まれる。長沙理工大学を経て、湖南大学管理科学と工程学科の修士課程を修了する。1982年2月からは常徳船舶工場の職場の副主任、主任、生産課課長、副工場長などを務める。1992年11月、中国共産党青年団常徳市委員会書記、党組書記に就任。1994年12月、同省石門県に転任し、同県党委副書記、県長代行、県長を歴任。2001年11月、常徳市副市長に就任。2008年12月、常徳市第5期人民代表大会常務委員会第6回会議で6日、卿漸偉市長の辞職願を受理し、陳文浩を副市長、市長代行に任命することが決定された。常徳市第5期人民代表大会第2回で2009年2月17日、市長代行の陳文浩が市長に選出された。
2013年3月、党務に転じて永州市に赴任し、永州市党委書記に就任した。
第14期長沙市人民代表大会常務委員会は2016年12月15日の第35回会議で、胡衡華市長の辞任届を受理し、陳文浩を副市長兼市長代行に任命することを決定した。長沙市第15期人民代表大会常務委員会第1回で2017年1月8日、市長代行の陳文浩が市長に選出された。2018年1月、湖南省副省長に昇格。